# Robert Carradine
Robert Reed Carradine (Hollywood, 24 de março de 1954) é um ator norte-americano.

## Biografia
Robert é filho da atriz Sônia Sorel e do ator John Carradine. É irmão de Christopher Carradine e Keith Carradine e meio-irmão de Bruce Carradine e David Carradine.
Estreou no filme The Cowboys, em 1972, ao lado de John Wayne, e atuou em Massacre at Central High em 1976. Um de seus papéis mais lembrados é do nerd Lewis Skolnik, do filme A Vingança dos Nerds (1984).
Carradine tem seis filhos, um deles a atriz Ever Carradine. Três deles são gêmeos.

## Filmografia
- The Cowboys - 1972
- Mean Streets - 1973
- The Pom-Pom Girls - 1976
- Massacre at Central High - 1976
- Orca - 1977
- Blackout - 1978
- Coming Home - 1978
- The Long Riders - 1980
- The Big Red One - 1980
- Tag: The Assassination Game - 1982
- Wavelength - 1983
- Revenge of the Nerds - 1984
- Revenge of the Nerds II: Nerds in Paradise - 1987
- I Saw What You Did
- Rude Awakening - 1989
- Buy & Cell - 1989
- Revenge of the Nerds III: The Next Generation - 1992
- Revenge of the Nerds IV: Nerds in Love - 1994
- Lois & Clark: The New Adventures of Superman - 1994
- ER: Sleepless in Chicago - 1995
- Escape From L.A. - 1996
- Mom's Got a Date With a Vampire - 2000
- Max Keeble's Big Move - 2001
- The Lizzie McGuire Movie - 2003
- Attack of the Sabretooth - 2005
- Supercross - 2005